# Dżrambar
Dżrambar – wieś w Armenii, w prowincji Aragacotn. W 2011 roku liczyła 146 mieszkańców.